# Průmysl ve Zlínském kraji
Zlínský kraj v současnosti (2021) patří mezi ekonomicky vyspělé kraje České republiky.[zdroj?] Ve Zlínském kraji působilo k 31. 3. 2016 v průmyslovém sektoru 189 podniků se 100 a více zaměstnanci, což představuje 5. příčku v porovnání s ostatními kraji. Více podniků je pouze v kraji Jihomoravském, Moravskoslezském, Středočeském a v hl. m. Praze.
Nachází se zde řada tradičních podniků - především v obuvnictví (např. firma BAŤA),[ujasnit] gumárenství (např. Continental Baruma v Otrokovicích) a ve strojírenském průmyslu především v leteckém průmyslu (např. Let Kunovice) nebo zbrojním průmyslu (Česká zbrojovka Uherský Brod). Díky úrodným slováckým a hanáckým nížinám v Dolnomoravském a Hornomoravském úvalu je v těchto oblastech rozvinutý i potravinářský průmysl. V oblasti Bílých Karpat a Beskyd je rozvinutý zase dřevozpracující a chemický průmysl.

## Průmyslové obory

### Strojírenský průmysl
Ve strojírenství je významná především výroba letadel. Nacházejí se zde dvě velké letecké firmy - Let Kunovice a ZLIN Aircraft v Otrokovicích. Ve Zlínském kraji se také nachází významný výrobce zbraní Česká zbrojovka Uherský Brod. V Uherském Brodě se také nachází Slovácké strojírny.

### Oděvnický a obuvnický průmysl
Především výroba obuvi má ve Zlínském kraji tradici. Celosvětově je známá zlínská firma na výrobu obuvi Baťa. V současnosti má ve Zlínském kraji firma pobočky v Otrokovicích, Dolním Němčí a Napajedlech. Mezi další obuvnické firmy patří např. FARE, která vyrábí ve Valašských Kloboucích dětskou obuv, nebo značková obuv a módní doplňky Vasky.

### Chemický průmysl
Ve Zlínském kraji jsou především továrny zabývající se výrobou gumy a plastů. V Otrokovicích se nachází celosvětově známý výrobce pneumatik Continental Barum. Mezi další gumárenské podniky patří např. Gumárny Zubří nebo pobočka firmy Mitas zase v Otrokovicích. Z výrobců plastů je známá firma Fatra v Napajedlech. Mezi další patří plastikářské firmy patří např. ZÁLESÍ v Luhačovicích. Další chemička se nachází např. ve Valašském Meziříčí - DEZA.

### Dřevozpracující průmysl
Dřevozpracující průmysl navazuje na zalesněná území Zlínského kraje (Beskydy, Chřiby, Bílé Karpaty), kde probíhá těžba dřeva. Zde se nachází několik menších dřevozpracujících firem, nejvýznamnější velkou firmou je ale firma TON zabývající se výrobou ohýbaného nabídku. Dříve měla pobočku v několika městech a obcích Zlínského kraje, dnes se je ale výroba soustředěna v Bystřici pod Hostýnem.

### Potravinářský průmysl

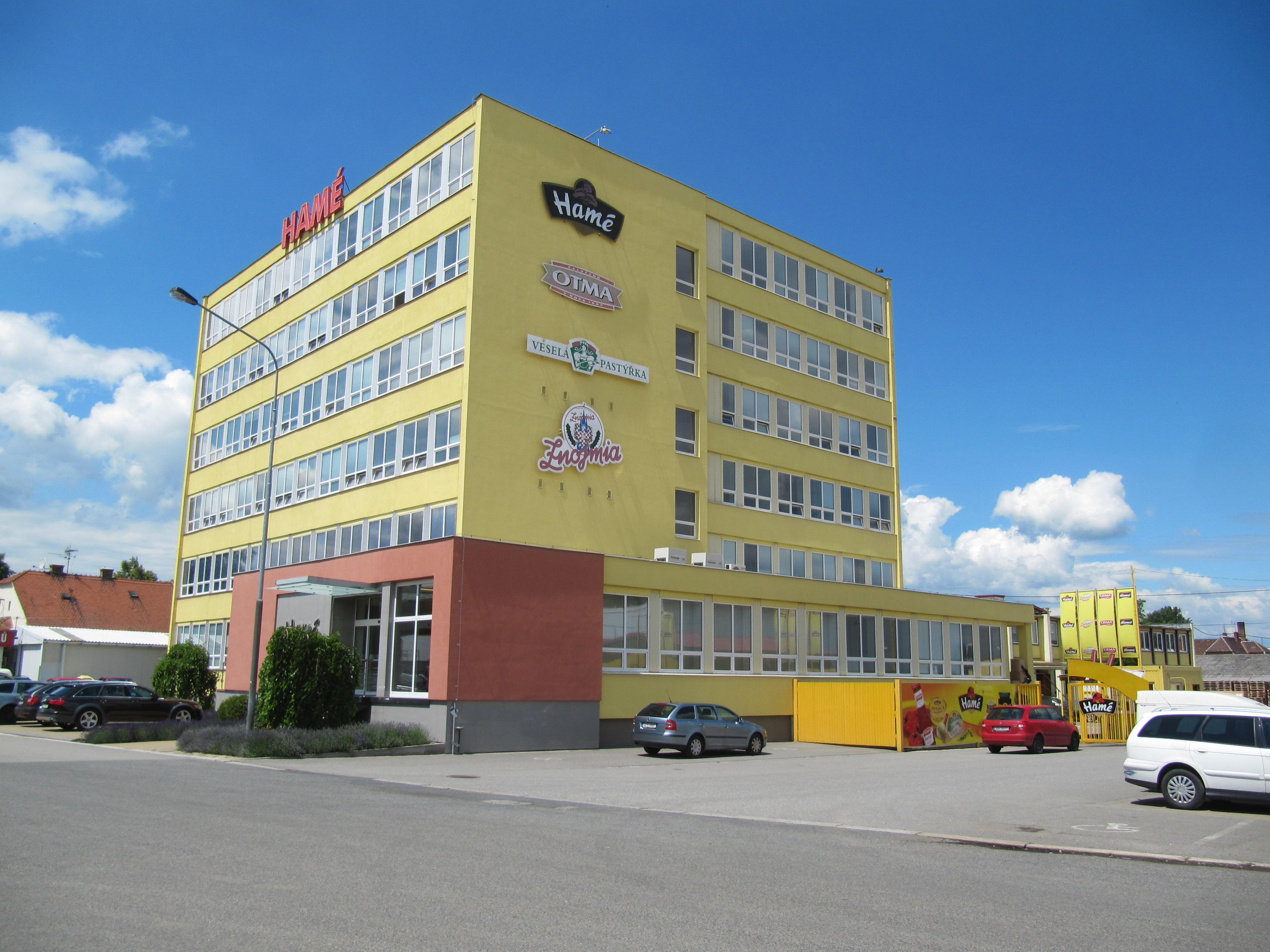
HAMÉ v Kunovicích

Potravinářské podniky jsou rozmístěny především v oblasti slováckých a hanáckých nížin u řeky Moravy (Dolnomoravský a Hornomoravský úval), kde je vyspělé zemědělství. Nachází se zde například významný výrobce trvanlivých potravin Hamé v Kunovicích a v Babicích. Na Valašsku, kde se chovají dojná zvířata, se zase nachází mlékárna Valašské Meziříčí, která se zaměřuje na výrobu jogurtů a kysaných výrobků. Dále se ve Zlínském kraji nachází výrobce sirupů LINEA NIVNICE nebo Pivovar Uherský Brod, odkud se ale výroba piva přesunula v roce 2020 do Černé Hory. V Holešově má zase pobočku firma Nestlé.

### Filmový průmysl
Zlínský kraj (především město Zlín) je taky známé díky filmovým studiím. Nachází se zde druhé největší filmové studio Bontonfilm, které vyrábí filmy a seriály pro děti a má zde tradici.